# Euphorbia aspericaulis
Euphorbia aspericaulis ist eine Pflanzenart aus der Gattung Wolfsmilch (Euphorbia) in der Familie der Wolfsmilchgewächse (Euphorbiaceae).

## Beschreibung
Die sukkulente Euphorbia aspericaulis bildet zweihäusige Sträucher bis 45 Zentimeter Höhe aus. Aus einer etwas knolligen Wurzel werden sich gegenständig oder gegabelt verzweigende und nahezu aufrechte Triebe ausgebildet. Sie werden 3 Millimeter dick, sind sechskantig und besitzen eine raue Oberfläche. Die eiförmigen Blätter werden 2 Millimeter groß und sind mehr oder weniger langlebig.
Es werden endständige oder achselständige Cymen ausgebildet, die ein- bis zweifach gegabelt und nahezu sitzend sind. An den Blütenständen befinden sich etwa 1,3 Millimeter große abgerundete Tragblätter. Die Cyathien erreichen 3 Millimeter im Durchmesser und die vier bis fünf Nektardrüsen sind elliptisch geformt. Die kugelförmige Frucht wird 4 Millimeter groß. Über den Samen ist nichts bekannt.

## Verbreitung und Systematik
Euphorbia aspericaulis ist in Südafrika in der Provinz Nordkap bei Calvinia verbreitet.
Euphorbia aspericaulis gehört zur Sektion Articulofruticosae der Untergattung Chamaesyce. Die Erstbeschreibung der Art erfolgte 1899 durch Ferdinand Albin Pax. Ein nomenklatorisches Synonym ist Tirucallia aspericaulis (N.E.Br.) P.V.Heath (1996).